# Brudekrone
En brudekrone (tysk: Brautkrone eller i Schwarzwald Schäppel) er en hovedbeklædning, der er blevet brugt i Central- og Nordeuropa af enlige kvinder i forbindelse med særlige festivaller og slutteligt til deres bryllup. I dag bliver brudekroner ofte udlånt af sognekirker til brude på deres bryllup.[kilde mangler]
Skandinaviske brudekroner bliver normalt fremstillet af messing, sølv eller guld, og udført som små udgaver af prinsessekroner og er ofte blevet dekoreret med ædelsten og ornamenter. De bliver ofte monteret med et langt slør. Skandinaviske sognekirker opbevarer disse og udlåner dem til bryllupsceremonier og receptioner. Kronen relaterer sig til Jomfru Maria, og er en måde at vise en ung kvinde renhed og jomfruelighed inden brylluppet.
I 1933 blev der fundet en brudekrone fra omkring 1520 under bygningsarbejde på Torvet i Middelfart, der har fået navnet Middelfartkronen.